# Pavel Syrčin
Pavel Leonidovič Syrčin (in russo Павел Леонидович Сырчин?; Gubacha, 7 novembre 1957 – Perm', 24 ottobre 2020) è stato un sollevatore sovietico campione mondiale che gareggiò nelle categorie dei pesi medio-massimi (fino a 90 kg.) e dei pesi massimi primi (fino a 100 kg.).

## Biografia
Cominciò a praticare il sollevamento pesi da ragazzo e nel 1977 diventò campione mondiale juniores nella categoria dei pesi medio-massimi.
Nel 1979 ottenne tutti i migliori risultati della sua carriera, vincendo prima il Campionato nazionale sovietico nella categoria dei pesi massimi primi e poi vincendo la medaglia d'argento ai Campionati europei di Varna con 392,5 kg. nel totale, alle spalle del connazionale David Rigert (402,5 kg.). Nello stesso anno conquistò la medaglia d'oro ai Campionati mondiali di Salonicco con 385 kg. nel totale.
Dopo questo successo non ebbe più risultati di rilievo a livello internazionale.
Dopo aver concluso l'attività agonistica si dedicò a quella di allenatore di sollevamento pesi.
Morì a Perm' il 24 ottobre 2020 per una polmonite causata dall'infezione da Covid-19.